# Musti in Numidia
Musti in Numidia (łac. Diocesis  Mustitanus in Numidia) – stolica historycznej diecezji w Cesarstwie rzymskim w prowincji Numidia zlikwidowana w VII w. podczas ekspansji islamskiej, współcześnie w północnej Algierii. Obecnie katolickie biskupstwo tytularne. Od 2022 stolicę tę obejmuje Piotr Przyborek, biskup pomocniczy gdański.

## Biskupi tytularni
| Lp. | Biskup             | Funkcja                               | Od            | Do                |
| --- | ------------------ | ------------------------------------- | ------------- | ----------------- |
| 1   | Salvatore Gristina | biskup pomocniczy Palermo (Włochy)    | 16 lipca 1992 | 23 stycznia 1999  |
| 2   | Andrej Glavan      | biskup pomocniczy Lublany (Słowenia)  | 13 maja 2000  | 7 kwietnia 2006   |
| 3   | Peter Štumpf       | biskup pomocniczy Mariboru (Słowenia) | 24 maja 2006  | 28 listopada 2009 |
| 4   | Paolo Martinelli   | biskup pomocniczy Mediolanu (Włochy)  | 24 maja 2014  | 1 maja 2022       |
| 5   | Piotr Przyborek    | biskup pomocniczy Gdańska (Polska)    | 6 lipca 2022  |                   |